# Hudo, Novo mesto
Hudo je naselje v Mestni občini Novo mesto.